# Coreano-brasileiro
Coreano-brasileiro é um cidadão brasileiro de ascendência coreana. Também é um coreano radicado brasileiro. Atualmente estima-se que existam cerca de 50.000 de coreanos ou descendentes no Brasil, sendo a maioria de origem sul-coreana. A grande maioria situa-se na cidade de São Paulo, principalmente em bairros como Bom Retiro, Aclimação, e Brás.